# بازار کریسمس تالین
بازار کریسمس تالین (به انگلیسی: Tallinn Christmas Market) هر ساله در تالین، استونی برگزار می‌شود. بازار مدرن کریسمس از سال ۱۹۹۷ راه‌اندازی شده و از هفته آخر نوامبر تا هفته اول ژانویه سال بعد باز است. این بازار گردشگران را از سراسر جهان به تالین جذب می‌کند.
بازار کریسمس به‌طور سنتی در میدان رائکویا برگزار می‌شود و در آن صنایع دستی، شراب داغ و سوغاتی‌ها را به حدود ۲۰۰٬۰۰۰ بازدید کننده می‌فروشند.

## نگارخانه

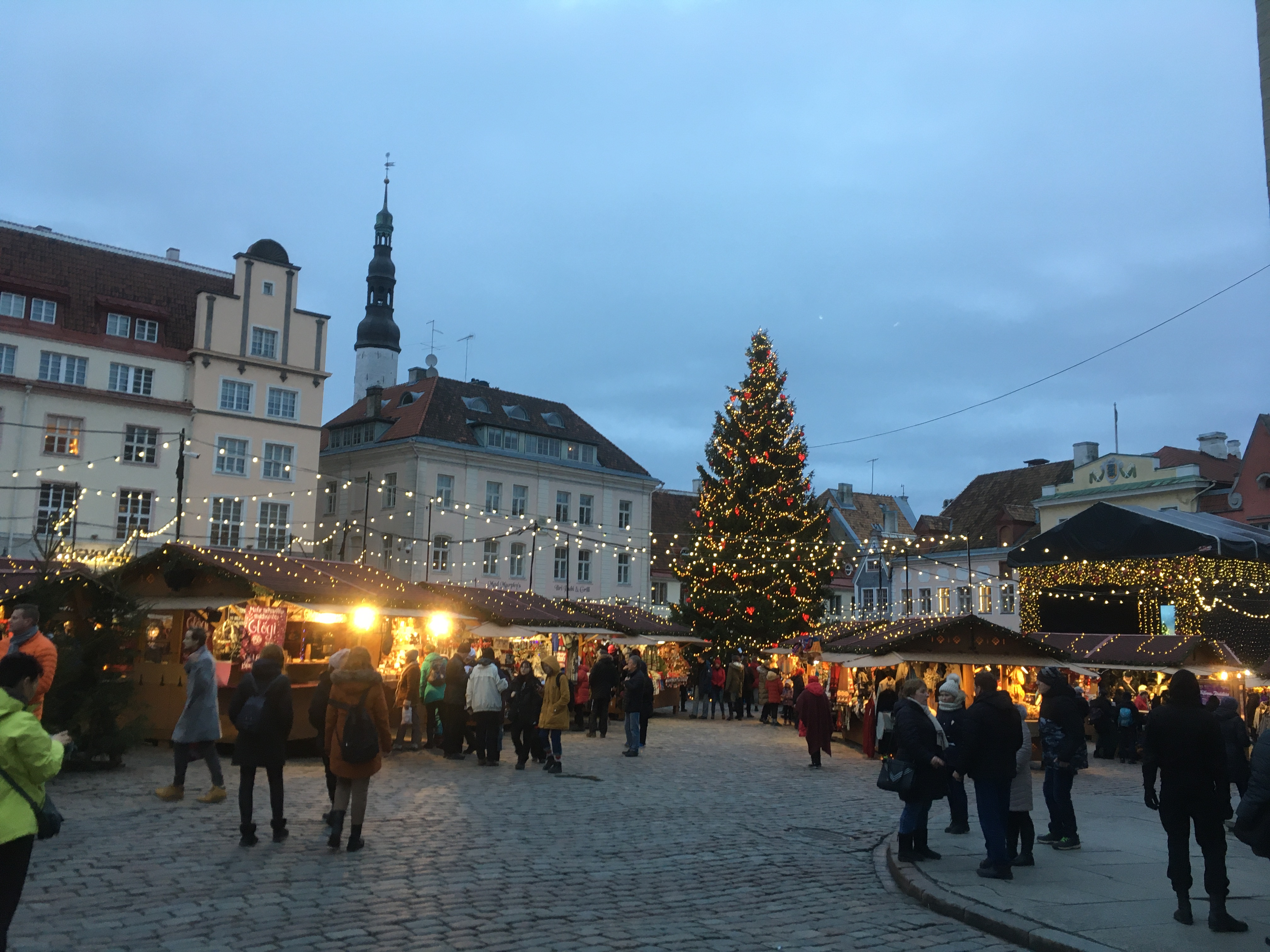
۲۰۱۹
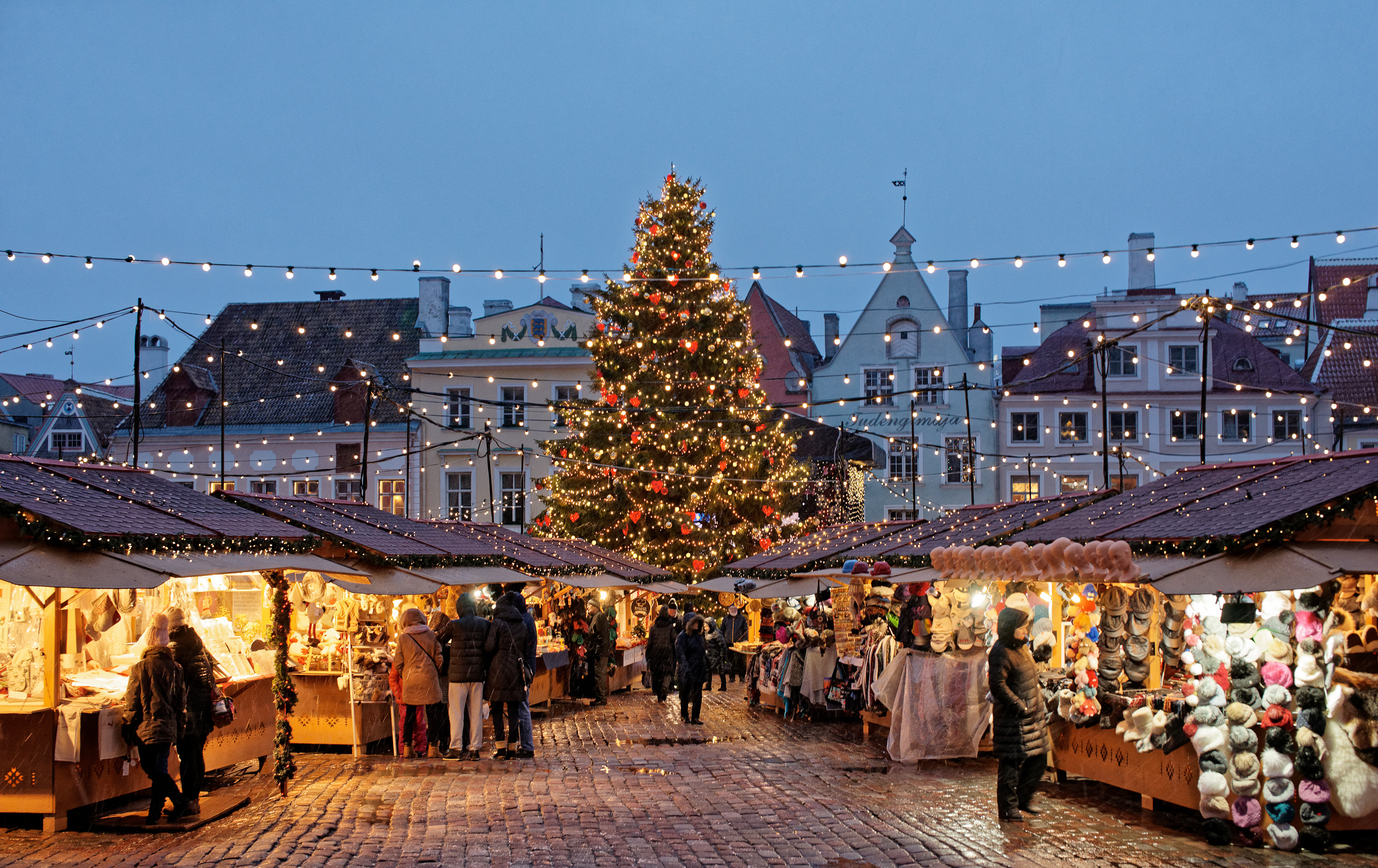
۲۰۱۷
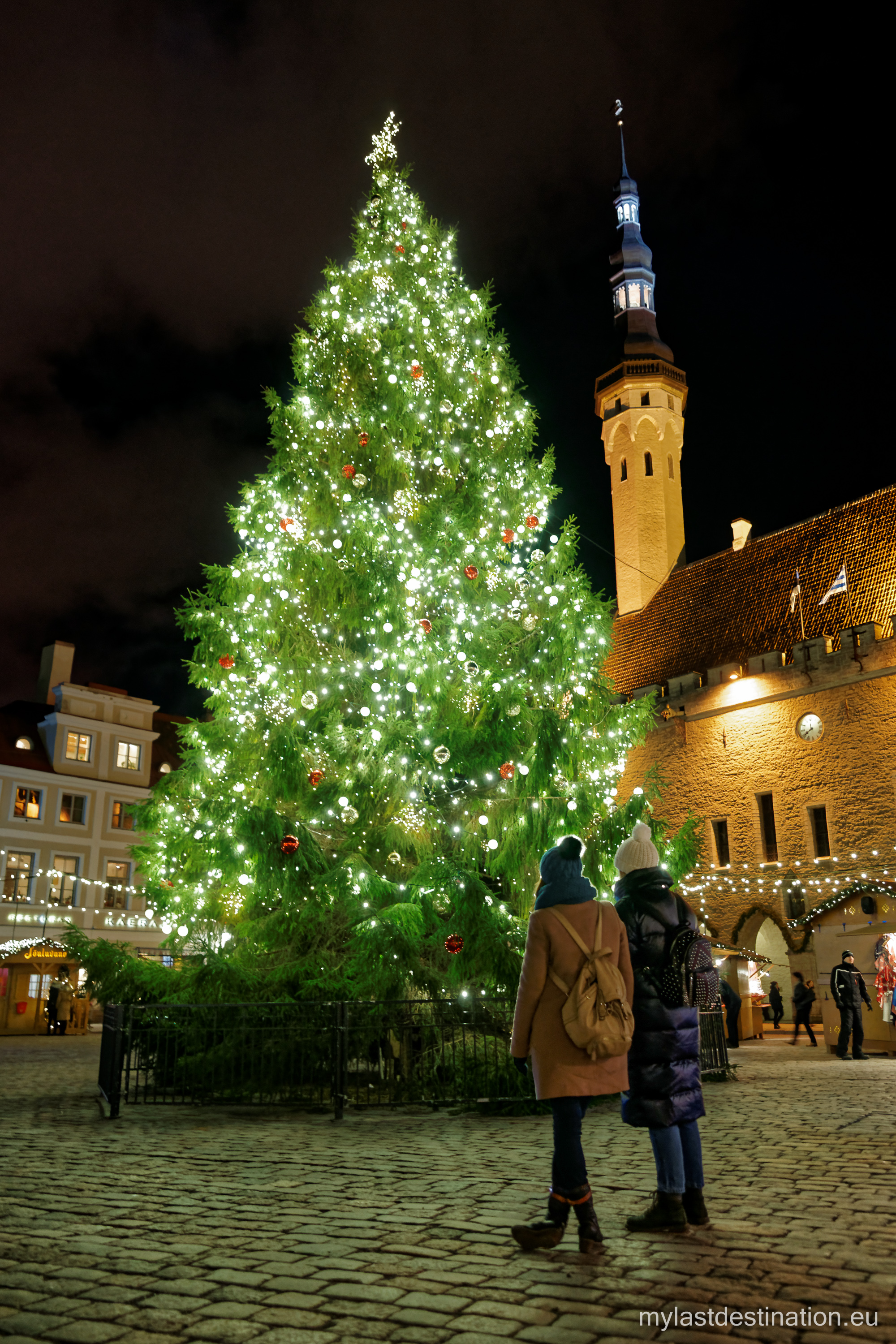
۲۰۱۶
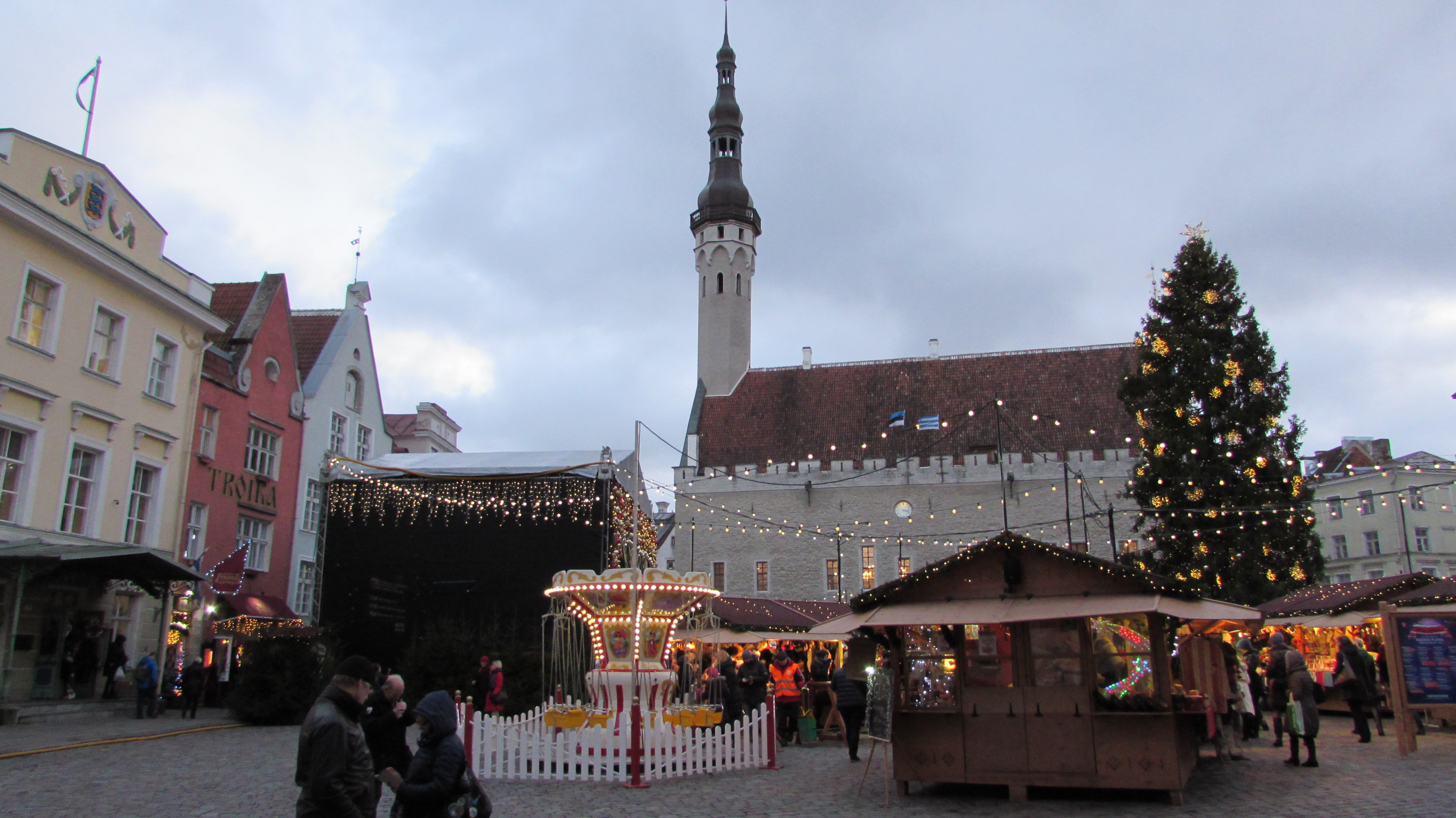
۲۰۱۵
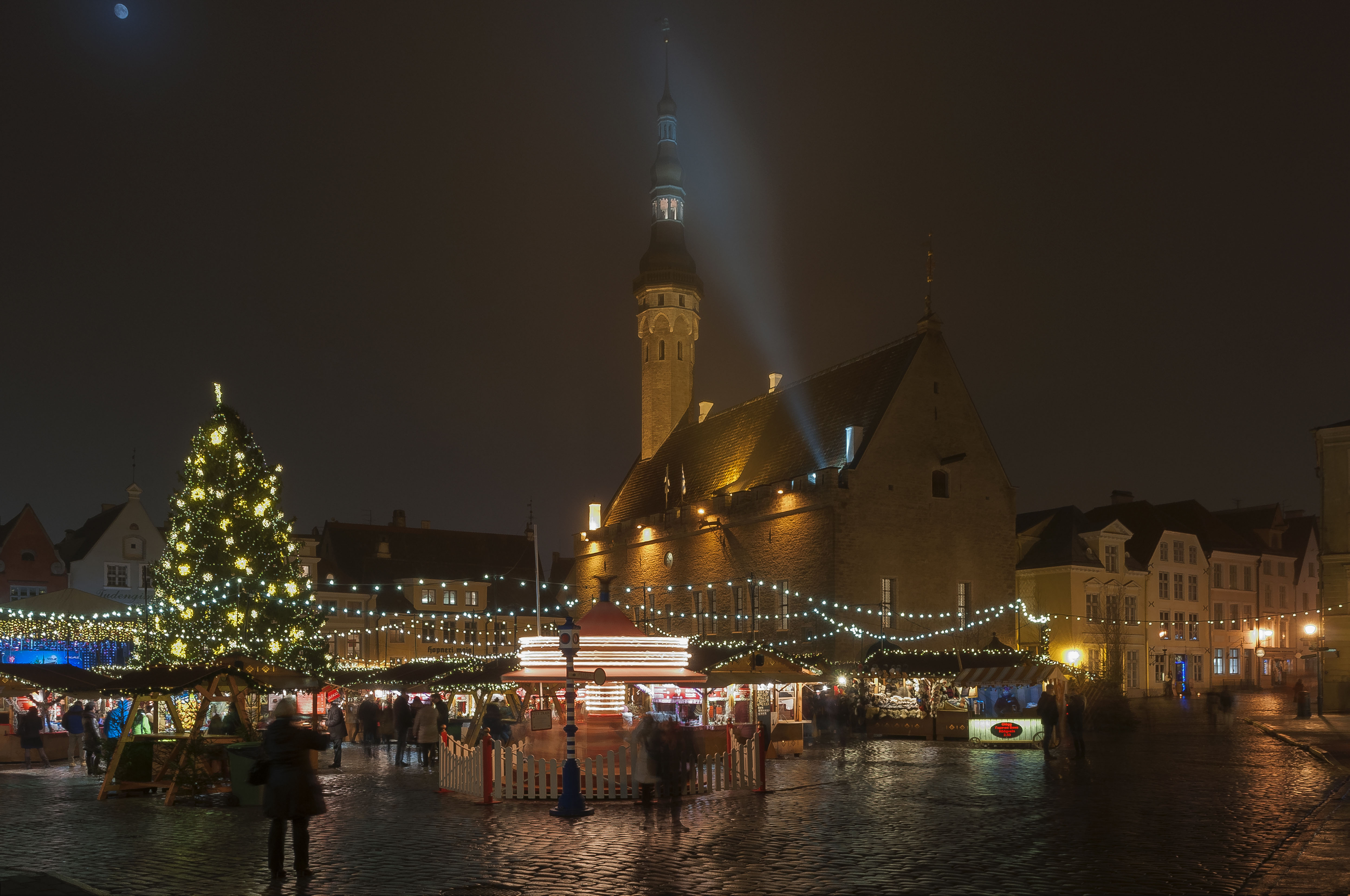
۲۰۱۴